# دونالد إي. بيرسون
دونالد إي. بيرسون (بالإنجليزية: Donald E. Pearson)‏ هو كيميائي أمريكي، ولد في 21 يونيو 1914، وتوفي في 14 أبريل 2004.